# Kakkuvuori
Kakkuvuori är en kulle i Finland. Den ligger i Fredrikshamn i landskapet Kymmenedalen, i den södra delen av landet, 130 km öster om huvudstaden Helsingfors. Toppen på Kakkuvuori är 32 meter över havet.
Terrängen runt Kakkuvuori är mycket platt. Havet är nära Kakkuvuori åt sydväst.  Närmaste större samhälle är Fredrikshamn, 5,2 km norr om Kakkuvuori. 